# Isserpent
 Isserpent  là một xã ở tỉnh Allier thuộc miền trung nước Pháp.